# 2020 en Ontario
Chronologie de l'Ontario
- 2016
- 2017
- 2018
- 2019
- 2020
- 2021
- 2022
- 2023
- 2024

Cette page concerne des événements d'actualité qui se sont produits durant l'année 2020 dans la province canadienne de l'Ontario.

## Politique
- Premier ministre: Doug Ford (Parti progressiste-conservateur)
- Chef de l'Opposition: Andrea Horwath (NPD)
- Lieutenant-gouverneur: Elizabeth Dowdeswell
- Législature: 42e